# Palma Sola (Canóvanas)
Palma Sola es un pequeño barrio con más de 600 familias ubicado en el ramal 957 de la Carretera 185 en Canóvanas, Puerto Rico. Palma Sola es un barrio que tiene familias humildes. Este barrio es un campo civilizado.

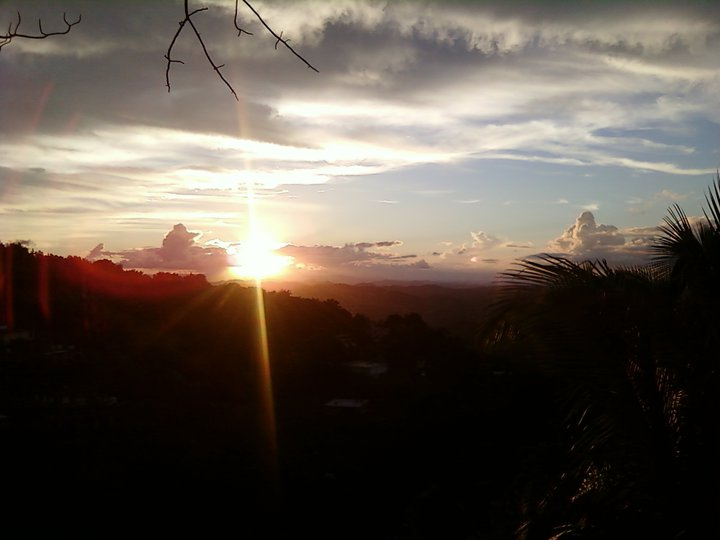
Atardecer Palma Sola durante la época de octubre

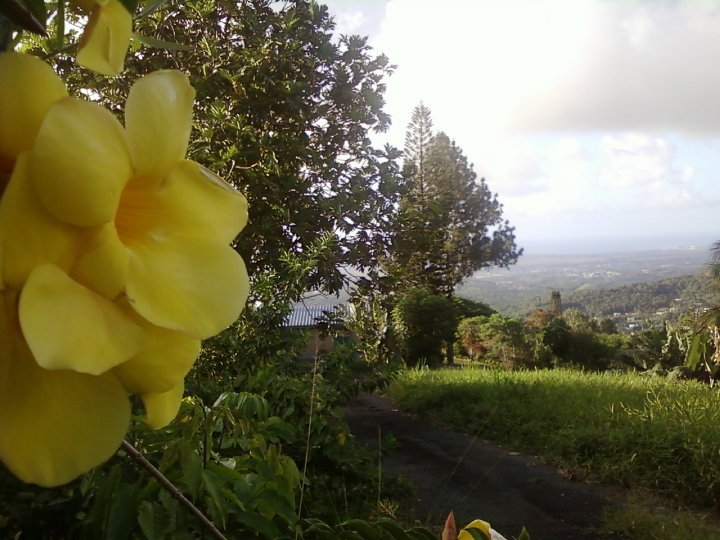
Palma Sola en un día típico soleado.

## Origen
Palma Sola se originó hacia los 1940s, pero desde mucho ante vivían personas ahí, y ya se conocía este sitio. Pero pertenecía al barrio vecino Hato Puerco (Campo Rico). Palma Sola ha ido evolucionado poco a poco. Palma Sola ha cogido forma desde el 1970 hasta el presente.

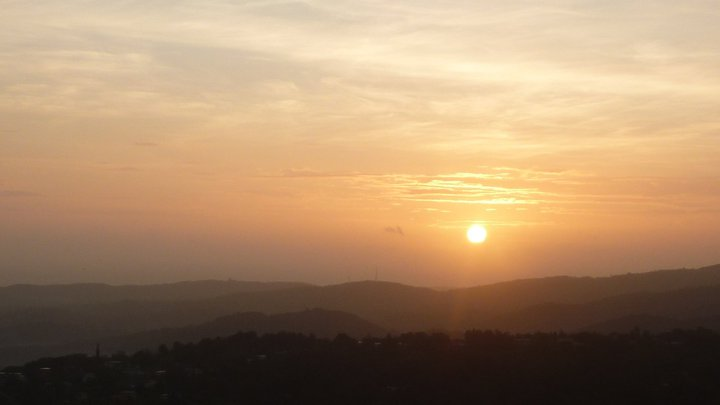
Un atardecer con vista al pueblo de Fajardo desde Palma Sola.

## Ubicación
Palma Sola está ubicada en el ramal 957 de la carretera 185 del pueblo de Canóvanas Puerto Rico. Está ubicada en el área noreste de la Isla de Puerto Rico. A su alrededor se encuentran los otros pueblos de Puerto Rico como Loíza, Río Grande y Carolina.

## Geografía
Está localizado en la región noreste de la Isla; en el pueblo de Canóvanas que está al norte de Juncos y Las Piedras, al sur de Loíza, al este de Carolina y al oeste de Río Grande.

## Sectores
- Palma Sola (Arriba)
- Peniel
- El Hoyo (Palma Sola Abajo)
- Las Américas (Colindancia entre Palma Sola y Guzmán, Río Grande (Puerto Rico))
- Las Magas ( Lo identifican en dos. El área Norte y el Área Sur)
  - Las Magas Arriba
  - Las Magas Abajo

### Sectores adicionales
Principalmente son carreteras donde la mayoría de las residencias pertenecen a una familia en particular.
- Los Pastranas (Palma Sola Centro)
- Los Castros
- Los Batista
- Santos Pastor
- Los Febos
- Los Mucaros
- Los Morales
- Los Santiago

#### Urbanizaciones
- Las Quintas de Altamira (Urbanización con Acesso controlado)
- Las Casitas
- Las Magas (Urbanización) "No se refiere al sector, es a una urbanización"
- Hacienda Luna Llena

Las Casitas, Las Magas y Hacienda Luna Llena son lugares con acceso controlado. Realmente no son Urbanizaciones grandes como Las Quinta de Altamira.

## Economía
Palma Sola no es un barrio con gran movimiento económico: es mayormente campo. Cuenta con los siguientes locales
- Supermercado Único
- DG's Pizza Palma Sola
- Centro Agrícola
- El Rincón de El Miro Y Mary
- Los Dominicanos
- El Jardín Secreto

## Incorporación en el Internet
Palma Sola llegó a la internet el 25 de enero del 2009. Cuando oficialmente abrieron una página del barrio en Facebook 
Luego el barrio fue tan popular en la red social llegando a alcanzar más de 200 seguidores en dos meses, que se decidió lanzar una página oficial  (enlace roto disponible en Internet Archive; véase el historial, la primera versión y la última)., la cual se lanzó el 28 de septiembre de 2009. La página ha tenido más de 300 visitas únicas desde que fue inaugurada. Palma Sola siguió adquiriendo fama, hasta hoy llegar a tener más de 600 seguidores en su página de Facebook siendo un barrio pequeño. Palma Sola luego de 2 años de su página en Facebook lanzó la opción de ver la página y actualizaciones en inglés Concepto que la página oficial siguió más adelante. También abrieron una página en Twitter . El 4 de marzo de 2011 Palma Sola lanzó en su página de Facebook una nueva propuesta llamada "Clasificados PS" abreviatura de "Clasificados Palma Sola" en esta nueva sección de su página de Facebook. La idea es que los mismos seguidores de la página vendan productos publicándolos en la sección. Poniendo que venden, a cuanto lo venden y su número de teléfono. El lema de la sección es "Una forma más fácil de venderle a los de tu barrio". 

## Religión
Palma Sola es un barrio pequeño, por eso no hay mucha diferencias religiosas. Solo abundan la religión católica y la religión protestante.

### Centros Religiosos
- Iglesia Evangélica Rayos de Luz, Inc.
- Iglesia Evangélica Monte El Tabor, Inc.
- Iglesia Pentecostal Voz Como de Trompeta, Inc.
- La Primera Iglesia Bautista de Peniel, Inc.
- Iglesia Católica
- Centro El Tabernáculo